# أسفل حيشر (حالمين)

تعديل مصدري - تعديل

اسفل حيشر هي إحدى قرى عزلة حبيل الريدة بمديرية حالمين التابعة لمحافظة لحج، بلغ تعداد سكانها 78 نسمة حسب تعداد اليمن لعام 2004.